# バラトン (駆逐艦)
バラトン (SMS Balaton) はオーストリア＝ハンガリー帝国海軍の駆逐艦。タトラ級。

## 艦歴
ガンツ・ダヌビウス社によりPorto Réで建造。1911年11月6日起工。1912年11月16日進水。1913年11月3日竣工、または10月28日引き渡し、1914年8月1日就役。

### 第一次世界大戦
タトラ級6隻は第1水雷隊を編成し、巡洋艦「サイダ」などとともに第1水雷戦隊に属していた。なお、1914年10月20日に「サイダ」は「ヘルゴラント」と交代している。
1914年8月13日、「バラトン」は触雷沈没した汽船「Baron Gautsch」の生存者救助に従事した。
1914年11月2日、フランス艦隊出現に伴い「バラトン」を含む第1水雷戦隊はSebenicoより出撃。敵と遭遇するも戦闘は起こらなかった。12月19日、発見報告のあったフランス装甲巡洋艦「Jules Michelet」捜索に巡洋艦「ヘルゴラント」などと共に向かうが、発見には至らなかった。帰投時、「バラトン」はフランス潜水艦の雷撃を受けたが魚雷は外れた。
1915年2月と4月に「ヘルゴラント」などと共にオトラント海峡へ出撃したが、敵を見なかった。
1915年5月23日、イタリアはオーストリア＝ハンガリー帝国に宣戦布告。翌日、オーストリア＝ハンガリー帝国海軍はアンコーナなどを攻撃した。この時、「バラトン」は巡洋艦「サイダ」、「Szigetvár」、駆逐艦「トリグラフ」とともにFグループを構成し、主力部隊の南方の哨戒を行った。
5月30日、潜水艦「U6」をヴィス島まで護衛。7月5日、Gargano peninsula沖へ機雷を敷設に参加。7月19日にはドイツ潜水艦「UC12」をプーラからコトル湾まで護衛した。
7月23日、「ヘルゴラント」やタトラ級駆逐艦などによるイタリア沿岸襲撃が実施された。「バラトン」と「タトラ」、「チェペル」はカンポマリーノやテルモリを攻撃した。
7月28日、オーストリア＝ハンガリー帝国海軍は巡洋艦「サイダ」、タトラ級駆逐艦6隻などでイタリアが7月11日に占領したペラゴーザ島に対する攻撃を実施。砲撃後に108名を上陸させたが、オーストリア＝ハンガリー帝国側は敵兵力を過小評価しており、撃退された。「バラトン」はフランス潜水艦「Ampère」に雷撃されたが、魚雷は外れた。
10月、オーストリア＝ハンガリー帝国軍やドイツ軍はセルビアに対する攻勢を開始。続いてブルガリア軍もセルビアに侵攻し、セルビアへのサロニカからの補給ルートを切断。アドリア海側からのルートがその代わりとなり、その切断がオーストリア＝ハンガリー帝国海軍に求められた。11月22日に「ヘルゴラント」と「サイダ」やタトラ級駆逐艦などは出撃してオトラント海峡へ向かい、2隻の船（「Palatino」、「Gallinara」）を沈めた。この後、タトラ級駆逐艦は巡洋艦「ヘルゴラント」や「ノファラ」などとともにカッタロへ移された。12月6日、「ヘルゴラント」、「サイダ」とタトラ級駆逐艦はドゥラッツォ港を攻撃した。
12月28日にドゥラッツォで発見された2隻のイタリア駆逐艦などを攻撃するため、同日夜カッタロより「ヘルゴラント」、「バラトン」、「チェペル」、「リカ」、「タトラ」、「トリグラフ」が出撃。「ヘルゴラント」は浮上中のフランス潜水艦「Monge」に衝突し、その後「バラトン」が「Monge」を沈めた。または、「バラトン」が潜望鏡を発見して攻撃し、「Monge」を撃沈。イタリア駆逐艦は発見されず、12月29日夜明けにドゥラッツォ港内に侵入した「チェペル」、「リカ」、「タトラ」、「トリグラフ」は汽船1隻とスクーナー2隻を沈めた。しかし、港外へ出る際に「リカ」と「トリグラフ」が触雷。「リカ」は沈没し、「トリグラフ」は航行不能となった。「タトラ」（または「バラトン」）が「トリグラフ」を曳航し北上を開始したが、ブリンディジから巡洋艦「ダートマス」、「クアルト」、フランス駆逐艦5隻と、それより遅れて巡洋艦「ウェイマス」、「ニーノ・ビクシオ」、駆逐艦4隻が出撃していおり、それらはオーストリア＝ハンガリー帝国側とカッタロの間に位置した。敵と遭遇するとオーストリア＝ハンガリー帝国側「トリグラフ」曳航を中止して追撃を受けつつイタリア沿岸近くまで行き、日没後に敵を撒いて12月30日にシベニクに帰投した。
「バラトン」は1916年1月1日から2月11日までポーラで修理を受けた
3月14日、巡洋艦「カイザー・フランツ・ヨーゼフ1世」から降ろされた15cm砲2門を乗せたはしけを曳航し、また弾薬などを運ぶ工作艦「Cylop」を駆逐艦「オルイェン」とともにShëngjinからドゥラッツォまで護衛した。同月下旬、消息不明となったドイツ潜水艦「UC12」の捜索に参加。
1916年5月4日、「バラトン」と「チェペル」はヴァロナおよびブリンディジ攻撃を行う水上機支援のため出撃したが、「チェペル」がフランス潜水艦の雷撃で損傷した。5月31日、「ヘルゴラント」、「バラトン」、「オルイェン」、水雷艇3隻（または「バラトン」、「オルイェン」、水雷艇「77T」、「79T」、「81T」）はオトラント堰襲撃を行い、「オルイェン」がドリフター1隻を沈めた。7月3日（7月4日や4、5日とも）にも「ヘルゴラント」、「バラトン」、「オルイェン」、「タトラ」、水雷艇「83F」、「85F」、「87F」がオトラント海峡へ出撃したが、成果はなかった。
敵を潜水艦が待ち構える場所へ誘い出すべく、8月29日に装甲巡洋艦「ザンクト・ゲオルク」、「カイザー・カール6世」などからなるグループと巡洋艦「ノファラ」、「ヘルゴラント」、駆逐艦「バラトン」、「Orjen」からなるグループがイタリア沿岸を攻撃しようとしたが、濃霧のため攻撃を実施できずに終わった。
11月9日、「バラトン」は大波を受けて右に70度傾斜。右舷前部のボートがデリックごと引きちぎられたり、機械室の一つが部分的に浸水するといった被害が生じた。
1917年3月11から12日の夜、オトラント海峡へ向かった「バラトン」、「オルイェン」、「チェペル」、「タトラ」はフランス船「Gorgone」と遭遇したが沈められずに終わった。4月25日または26日と5月5日から6日の夜に「バラトン」は「タトラ」、「チェペル」とともにオトラント堰襲撃に出撃したが、ともに成果はなかった。
5月15日、オーストリア＝ハンガリー帝国海軍は巡洋艦3隻によるオトラント堰襲撃を実行。その陽動として「バラトン」と「チェペル」もアルバニア沖へと出撃することとなった。2隻は5月14日18時20分にカッタロを出撃し、5月15日3時6分にアルバニア沖でイタリア船団を発見した。その船団は貨物船「Verità」、「Bersagliere」、「Carroccio」からなりイタリア駆逐艦「ボレア」が護衛していた。「チェペル」は「ボレア」を攻撃して航行不能に追い込む一方、「バラトン」は「Carroccio」を攻撃して大火災を発生させた。続いて2隻は「Verità」、「Bersagliere」を攻撃。それから反転して再び船団を攻撃した。戦闘は3時45分に終了した。この戦闘では「ボレア」と「Carroccio」が沈み、「Verità」、「Bersagliere」も損傷した。
船団攻撃後北へ向かっていた「バラトン」と「チェペル」はブリンディジより出撃してきた巡洋艦「ダートマス」、「ブリストル」、嚮導駆逐艦「アクィラ」および駆逐艦「Mosto」、「Pilo」、「Schiaffino」、「Acerbi」と遭遇した。「アクィラ」と4隻の駆逐艦が「バラトン」と「チェペル」に接近し戦闘となったが、「チェペル」の砲撃が「アクィラ」の缶室に命中。「アクィラ」は航行不能となり、その後は「Mosto」と「Schiaffino」が「バラトン」と「チェペル」を追撃したが2隻はドゥラッツォの沿岸砲の援護下に入り、「ダートマス」グループの指揮官は駆逐艦に合流を命じた。この後、2隻はカッタロ湾に帰投した。その途中で「バラトン」はフランス潜水艦「Bernouilli」に雷撃されたが、魚雷は外れた。
「バラトン」は9月20-21日または21-22日に駆逐艦「タトラ」、「オルイェン」、「チェペル」とともに、10月10日は単独で、10月18-19日には巡洋艦「ヘルゴラント」、駆逐艦「タトラ」、「チェペル」、「リカ」、「トリグラフ」（および「オルイェン」）とともにオトラント海峡へ向かったが、敵を見なかった。12月13日に「タトラ」、「チェペル」とともにオトラント海峡へ向かった際は敵駆逐艦4隻（おそらく「Yarra」、「Huron」、「Warrengo」、「Parramatta」）と遭遇し、「タトラ」が雷撃を行ったが外れた。
1918年2月1日、カッタロ湾在泊の装甲巡洋艦「ザンクト・ゲオルク」などで反乱が発生。しかし、軽巡洋艦や駆逐艦（「バラトン」もカッタロ湾在泊）は反乱には加わらなかった。
3月19日未明に汽船「Linz」が触雷沈没し、「バラトン」と水雷艇「74」、「98」が1003名中342名を救助した。
7月1日から2日の夜、ヴェネチア空襲支援のため「バラトン」と駆逐艦「チコーシュ」、水雷艇「83」、「88」はポーラより出撃。イタリアのMASの攻撃を受けるが被害がなく、次いで7隻のイタリア駆逐艦と遭遇した。イタリア側は「Orsini」、「Sirtori」、「Stocco」、「Acerbi」と「Missori」、「La Masa」、「アウダーチェ」の2群に分かれており、「バラトン」は「Orsini」グループと、他3隻は「Missori」グループと交戦。オーストリア＝ハンガリー帝国側は4隻とも被害を受けたが、「バラトン」も「Orsini」と「Stocco」に命中弾を与えた。

### 終戦とその後
1918年10月、オーストリア＝ハンガリー帝国は崩壊し始め、30日に皇帝カール1世は艦隊のザグレブの国民評議会への引き渡しを決めた。しかし、戦後大半の艦艇は連合国間で分配されることとなった。
「バラトン」はイタリアに与えられ1920年9月27日に「Zenson」と改名されたが、同型艦用の予備部品供給元となった後、1923年7月5日に除籍となった。1929年から1930年に解体された。